# Montanhinha
Montanhinha es una localidad caboverdiana del municipio de São Lourenço dos Órgãos.

## Geografía
La localidad está situada en la isla Santiago.

## Organización territorial
La localidad abarca los lugares y barrios de:
- Chã de Lagoa
- Cutelo Djocé
- Cutelo Fernandes
- Cutelo Serrado
- Galeão
- Laranjeira
- Lém de Brito
- Lém Sanches
- Montanhinha
- Monte da Veiga
- Moreno
- Pampatam
- Rasta